# Cruéjouls
Cruéjouls är en kommun i departementet Aveyron i regionen Occitanien i södra Frankrike. Kommunen ligger  i kantonen Laissac som ligger i arrondissementet Rodez. År 2018 hade Cruéjouls 404 invånare.

## Befolkningsutveckling
Antalet invånare i kommunen Cruéjouls
Referens: INSEE